# Libertyni (grupa żydowska)
Libertyni (łac. uwolnieni) – grupa Żydów z diaspory, która miała swoją synagogę w Jerozolimie. Prawdopodobnie byli potomkami Żydów wziętych do niewoli przez Pompejusza w 63 p.n.e., którzy po uwolnieniu wrócili do Jerozolimy. Podczas nabożeństw korzystali z Septuaginty i używali języka greckiego.
Według Dziejów Apostolskich znajdowali się wśród przeciwników Szczepana (Dz 6,9).